# Народно-республиканская партия России
Наро́дно-республика́нская па́ртия Росси́и (НРПР) — политическая партия, созданная в конце 1996 года на базе движения «Честь и Родина». Лидером движения, а позже и партии был Александр Лебедь. После гибели А. Лебедя в апреле 2002 года председателем Политсовета стал полковник запаса Владимир Григорьевич Кушнеренко.
Согласно программным документам, партия «объединяет патриотически настроенных граждан, желающих видеть Россию сильным и процветающим государством, в котором власть принадлежит не „передовым“ классам, бюрократическим элитам или группам олигархов, а народу в полном соответствии с республиканскими принципами, провозглашенными в Конституции РФ» и «предлагает обществу „третий путь“, свободный от крайностей тоталитарных догм и дискредитирующего себя от радикального реформизма».
НРПР участвовала в выборах в Государственную думу 4-го созыва (2003 год, общефедеральный список возглавлял адмирал запаса Эдуард Балтин), где, набрав 0,13 % голосов, заняла последнее место; ряде региональных выборов.
13 февраля 2007 года согласно новым требованиям законодательства о партиях решением Верховного Суда России партия была ликвидирована.